# Arthrolycosidae
Arthrolycosidae Frič, 1904 è una famiglia di ragni fossili del sottordine Mesothelae.

## Etimologia
Il nome deriva dal greco ᾶρθρον, àrthron, cioè articolazione, giuntura e λὺκος, lykos, cioè lupo, per la somiglianza, nelle zampe, ai Lycosidae o ragni-lupo, ed il suffisso -idae, che designa l'appartenenza ad una famiglia.

## Caratteristiche
Si tratta di una famiglia estinta di ragni primitivi con forti rassomiglianze con i Lycosidae, al suo apice circa 300-250 milioni di anni fa.

## Tassonomia
A febbraio 2015, di questa famiglia fossile sono noti due generi:
- Arthrolycosa Harger, 1874 †, Carbonifero e Permiano
- Eocteniza Pocock, 1911 †, Carbonifero